# American Made Music to Strip By
American Made Music to Strip By è il primo album di remix del cantante statunitense Rob Zombie, pubblicato il 26 ottobre 1999 dalla Geffen Records.
Si tratta semplicemente del remixing dell'album Hellbilly Deluxe. Il remix di Dragula è anche la colonna sonora del film Matrix.

## Tracce
1. Dragula (Si Non Oscillas, Noli Tintinnare Mix) – 4:37
2. Superbeast (Porno Holocaust Mix) – 3:58
3. How to Make a Monster (Kitty's Purrrrformance Mix) – 4:02
4. Living Dead Girl (Subliminal Seduction Mix) – 4:09
5. Spookshow Baby (Black Leather Cat Suit Mix) – 4:35
6. Demonoid Phenomenon (Sin Lives Mix) – 4:36
7. The Ballad of Resurrection Joe and Rosa Whore (Ilsa She-Wolf of Hollywood Mix) – 5:38
8. What Lurks on Channel X? (XXX Mix) – 4:07
9. Meet the Creeper (Pink Pussy Mix) – 4:47
10. Return of the Phantom Stranger (Tuesday Night at the Chop Shop Mix) – 3:32
11. Superbeast (Girl on a Motorcycle Mix) – 3:49
12. Meet the Creeper (Brute Man & Wonder Girl Mix) – 3:45

## Formazione
Gruppo
- Rob Zombie - voce
- Riggs - chitarra
- Blasko - basso
- Tempesta - batteria, percussioni

Remix
- Charlie Clouser - Tracce 1, 4 e 11
- Praga Khan & Oliver Adams - Traccia 2
- God Lives Underwater - Traccia 3
- Rammstein - Traccia 5
- Poly 915 - Traccia 6
- Phillip Steir - Traccia 7
- Spacetruckers - Traccia 8
- Steve Duda - Traccia 9
- Chris Vrenna - Traccia 10
- DJ Lethal - Traccia 12

## Classifiche
| Classifica (1999) | Posizione massima |
| ----------------- | ----------------- |
| Stati Uniti       | 38                |